# Полесское воеводство
Полесское воеводство (пол. Województwo poléskie, бел. Палескае ваяводства) — административная единица II Речи Посполитой. Образовано 1 марта 1921 года, упразднено в результате исполнения советско-германского договора о разделении границ в декабре 1939 года. Воеводский город — Брест-над-Бугом (до 1923 года — Брест-Литовск).

## Территория
Полесское воеводство было крупнейшим воеводством II Речи Посполитой, его общая площадь составляла 42 149 км² (1921), на 1931 год — 36,8 тыс. км², 1131,4 тыс. жителей.
Воеводство находилось на востоке государства, граничило с Советским Союзом на востоке, Люблинским и Белостокским воеводствами на западе, Новогрудским на севере и Волынским на юге.
Делилось на 10 повятов: Брестский, Дрогичинский, Камень-Каширский, Кобринский, Косовский, Лунинецкий, Пинский, Пружанский, Сарненский, Столинский.
После присоединения Западной Белоруссии к БССР (1939) на территории Полесского воеводства были образованы Брестская и Пинская области; Сарненский и Камень-Каширский поветы вошли в Волынскую область УССР.
Воеводство полностью находилось на территории Полесской низменности и занимало историко-этнический регион, известный как Западное, или Брестско-Пинское Полесье. Большу́ю часть территории воеводства занимали Полесские болота — малонаселённая и крайне болотистая местность. Долина болот прорезана реками Припятью и её притоками: Стырью, Горынью, Убортью и Словечной с правой и Ясельдой, Цной, Случью и Птичью с левой стороны. Многие полесские деревни труднодоступны (особенно во время паводков), чем в первую очередь и объясняется их архаичность.
Лесистость региона также достаточна высока (вероятно, именно поэтому он называется Полесьем). В 1937 году леса покрывали 33,3 % территории воеводства. Самое большое озеро — Выгоновское, через него в 1767—1783 годах был построен Огинский канал.

## Население
По данным переписи, проведённой польскими властями 30 сентября 1921 года, население Полесского воеводства составляло 879 417 человек, плотность — 20,8 чел. на км² (самая низкая среди 16 воеводств II Речи Посполитой). По данным переписи 1931 года, население выросло до 1 132 200 человек, плотность — до 31 чел. на км². 48,4 % населения были неграмотными — это самый высокий показатель в республике (средний уровень по II Речи Посполитой в 1931 — 23,1 %).
| Национальность      | 1921 | 1931   |
| ------------------- | ---- | ------ |
| Белорусы + Тутэйшие | 42 % | 62.6 % |
| Поляки              | 25 % | 15 %   |
| Евреи               | 17 % | 10 %   |
| Украинцы            | 8 %  | 5 %    |
| Другие              | 8 %  | 7,4 %  |

| Вероисповедание | 1921   | в тыс.  |
| --------------- | ------ | ------- |
| Православные    | 79,2 % | 697.373 |
| Иудеи           | 12,6 % | 110.639 |
| Католики        | 7,8 %  | 68.698  |
| Евангелисты     | 0,4 %  | 3804    |

## Поветы
1 марта 1921 года воеводство было создано в составе 9 поветов. 1 января 1923 года из нескольких гмин Лунинецкого, Сарненского и Пинского поветов был создан десятый, Столинский повет. В воеводстве насчитывалось 17 городов и 113 гмин.
| Повет            | Площадь, км² | Население, чел. | Плотность, чел. на км² |  | Поветовый город  | Население, чел. |
| ---------------- | ------------ | --------------- | ---------------------- |  | ---------------- | --------------- |
| Брест-Бужский    | 4625         | 216200          | 46,7                   |  | Брест-над-Бугом  | 37412           |
| Дрогичинский     | 2351         | 97000           | 42,2                   |  | Дрогичин         | 1987            |
| Камень-Каширский | 3243         | 95000           | 29,2                   |  | Камень-Каширский | 1265            |
| Кобринский       | 3545         | 114000          | 32,1                   |  | Кобрин           | 10068           |
| Косовский        | 3562         | 83700           | 23,4                   |  | Коссов           | 2433            |
| Лунинецкий       | 5722         | 109300          | 19,1                   |  | Лунинец          | 8267            |
| Пинский          | 5587         | 183600          | 32,8                   |  | Пинск            | 23497           |
| Пружанский       | 2644         | 108600          | 41                     |  | Пружаны          | 6332            |
| Столинский       | 5389         | 124800          | 23,1                   |  | Столин           | 4763            |

16 декабря 1930 года Сарненский повет был переведён в состав Волынского воеводства.
1 апреля 1935 года Коссовский повет был упразднён, а на его территории был создан Ивацевичский повет с поветовым городом Ивацевичи.

## Города и местечки
Самым большим городом воеводства был Брест-над-Бугом (до 1923 года Брест-Литовск). Если в 1921 году население города насчитывало 37 412 жителей, то уже в 1931 году оно увеличилось до 50 700 человек, а в середине 1939 года составило около 55 тыс. Остальные города были значительно менее населёнными. В 1931 году население Пинска составляло 31,9 тыс., Давид-городка — 11,5 тыс., Кобрина — 10,1 тыс., Пружан — 6,5 тыс.

## Транспорт и промышленность
Существует распространённое мнение, что по уровню экономического развития II Речь Посполитая неофициально делилась на две части — Польша «А» (более развитая) и Польша «Б» (менее развитая). Тем не менее, если признать правомочность такого деления, Полесское воеводство стоило бы отнести к Польше «В», так как уровень его экономического развития был значительно ниже уровня развития остальных воеводств. В экономическом плане Полесье было наиболее отсталым и архаичным регионом страны.
Промышленность Полесского воеводства была незначительной, а сельское хозяйство было развито очень слабо. Наиболее ценным ресурсом в воеводстве был лес, которого здесь было предостаточно (в том числе и высококачественных пород древесины). Для транспортировки леса и других товаров использовалась развитая система речного транспорта и железная дорога.
Основным сезонным промыслом местного населения был сплав леса по Припяти и её притокам, далее по Днепровско-Бугскому каналу в Мухавец и, наконец, в Западный Буг.
Железнодорожная сеть воеводства была наименее густой среди всех воеводств II Речи Посполитой. В 1937 году общая протяжённость железных дорог воеводства составляла 1 063 км, плотность — 2,9 км на 100 км². Крупными железнодорожными узлами были Брест-над-Бугом (узел 5 железнодорожных линий), Лунинец, Жабинка и Сарны.
В конце 1930-х годов была построена высококачественная автодорога с твёрдым покрытием Пинск-Дрогичин.

## Воеводы
| Приступил к должности | Отставка        | Имя (рус.)                | Имя (пол.)                  | Годы жизни | Должность     |
| --------------------- | --------------- | ------------------------- | --------------------------- | ---------- | ------------- |
| 14 марта 1921         | 3 мая 1922      | Валери Роман              | Walery Roman                | 1877-1952  | воевода       |
| 18 мая 1922           | 2 октября 1924  | Станислав Юзеф Довнарович | Stanisław Józef Downarowicz | 1874-1941  | воевода       |
| 4 октября 1924        | 5 мая 1926      | Казимеж Млодзяновский     | Kazimierz Mlodzianowski     | 1880-1928  | воевода       |
| 14 июля 1926          | 23 декабря 1926 | Ян Крахельский            | Jan Krahelski               | 1884-1960  | и. о. воеводы |
| 23 декабря 1926       | 8 сентября 1932 | Ян Крахельский            | Jan Krahelski               | 1884-1960  | воевода       |
| 8 сентября 1932       | 17 февраля 1937 | Вацлав Костек-Бернацкий   | Waclaw Kostek-Biernacki     | 1887-1957  | воевода       |
| 17 февраля 1937       | 7 сентября 1937 | Ежи Альбин де Трамекур    | Jerzy Albin de Tramecourt   | 1889-1939  | и. о. воеводы |
| 7 сентября 1937       | 2 сентября 1939 | Вацлав Костек-Бернацкий   | Waclaw Kostek-Biernacki     | 1887-1957  | воевода       |

## Общественные организации
Польские власти уделяли особое внимание созданию подконтрольных объединений сельской молодежи. Первый подчинённый Варшаве кружок сельской молодежи возник уже в 1924 году в деревне Сухополь. В 1928 году был создан Полесский войсковой союз сельской молодёжи, который в 1938 году объединял 292 кружка, в которых состояли 6693 члена. В значительной мере Союз находился на государственном обеспечении: в 1933 году из 9400 злотых общего дохода организации 8100 злотых составляли разного рода государственные дотации. Организация занималась сельскохозяйственной подготовкой (в кружках учили, как правильно сажать те или иные культуры, заниматься животноводством), просветительством, театральными постановками (в том числе на украинском и белорусском языках, что было пресечено властями). Вместе с тем, в отдельных кружках было отмечено сопротивление властям и их политике.

## Сентябрь 1939 года и его последствия
Первого сентября 1939 года Германия напала на Польшу. 17 сентября советские войска вошли на территорию восточных областей Польши. Красная армия почти не встречала сопротивления: регулярные польские части были в основном задействованы в боевых действиях против немецкой армии, к тому же 18 сентября главнокомандующий польской армией Эдвард Рыдз-Смиглы издал приказ следующего содержания:

С Советами в бои не вступать, оказывать сопротивление только в случае попыток с их стороны разоружения наших частей, которые вошли в соприкосновение с советскими войсками. С немцами продолжать борьбу.
2 ноября 1939 года Верховный Совет СССР принял закон «О включении Западной Белоруссии в состав Союза Советских Социалистических Республик с воссоединением её с Белорусской Советской Социалистической Республикой». 4 декабря 1939 года была установлена граница между БССР и УССР. Земли Полесского воеводства были включены в состав Брестской и Пинской областей БССР, в состав УССР вошли территории Сарненского и Камень-Каширского поветов, а также некоторые населённые пункты Кобринского, Дрогичинского, Пинского и Столинского поветов.